# دامل
دامل لقب حاكم دولة كيور الولوفية في شمال غرب السنغال غرب أفريقيا. قتل دامل كيور الثلاثين والأخير، سامبا لاوبي فال، قائد الحملة الفرنسية، المدعو سبيتزر، في تيفوان بالسنغال.